# Fossa
Fossa község (comune) Olaszország Abruzzo régiójában, L’Aquila megyében.

## Fekvése
A megye északi részén fekszik. Határai: Barisciano, L’Aquila, Ocre, Poggio Picenze és Sant’Eusanio Forconese.

## Története
Első írásos említése a 12. századból származik. Az ókori, vestinusok által alapított település,, Aveia helyén épült ki.  A következő századokban nemesi birtok volt. Önállóságát a 19. század elején nyerte el, amikor a Nápolyi Királyságban felszámolták a feudalizmust.

## Népessége
A népesség számának alakulása:

## Főbb látnivalói
- Santa Maria Assunta-templom
- Chiesa di Santa Maria ad Cryptas-templom